# Ligne 3 du tramway de Mulhouse
Pour les articles homonymes, voir Ligne 3.
La ligne 3 du tramway de Mulhouse, plus simplement nommée ligne 3, est une ligne du tramway de Mulhouse exploitée par Soléa et mise en service en 2010.
Depuis sa mise en service, elle relie la station Gare centrale, desservant la gare de Mulhouse-Ville, à la station Lutterbach Gare située à côté de la gare de Lutterbach. Le parcours demande dix-neuf minutes et dessert onze stations sur 7 kilomètres.
La ligne 3 est exploitée en parallèle de la section urbaine du Tram-train Mulhouse Vallée de la Thur mis en service le même jour.

## Histoire
La section ci-présente est un résumé des principales dates de l'histoire de la ligne, l'ensemble du réseau actuel ayant été conçu et construit en même temps.
La ligne 3 du tramway de Mulhouse, d'une longueur de 7 km est inaugurée le 11 décembre 2010 en même temps que le Tram-train Mulhouse Vallée de la Thur entre les stations Gare Centrale et Lutterbach Gare.
Cette ligne 3 permet ainsi un maillage du réseau de tramway mulhousien (les deux autres lignes ne se croisant qu'à la station Porte Jeune). Ce maillage est désormais caractéristique des réseaux de tramways en Alsace, celui de Strasbourg étant « maillé » depuis 2007.
Jusqu'au 10 janvier 2012, les tram-trains étaient parfois affichés comme la ligne « .3 » sur certains supports d'information comme les girouettes ; cette information créait une certaine confusion avec la ligne 3, d'autant que des tram-trains sont parfois utilisés dessus, et a été supprimée à la demande la région Alsace et de Mulhouse Alsace Agglomération.

## Tracé et stations
La ligne 3 est longue de 7 kilomètres et est implantée intégralement en site propre et en double voie jusqu'à la gare de Mulhouse-Dornach puis en voie unique jusqu'à la gare de Lutterbach.

### Tracé

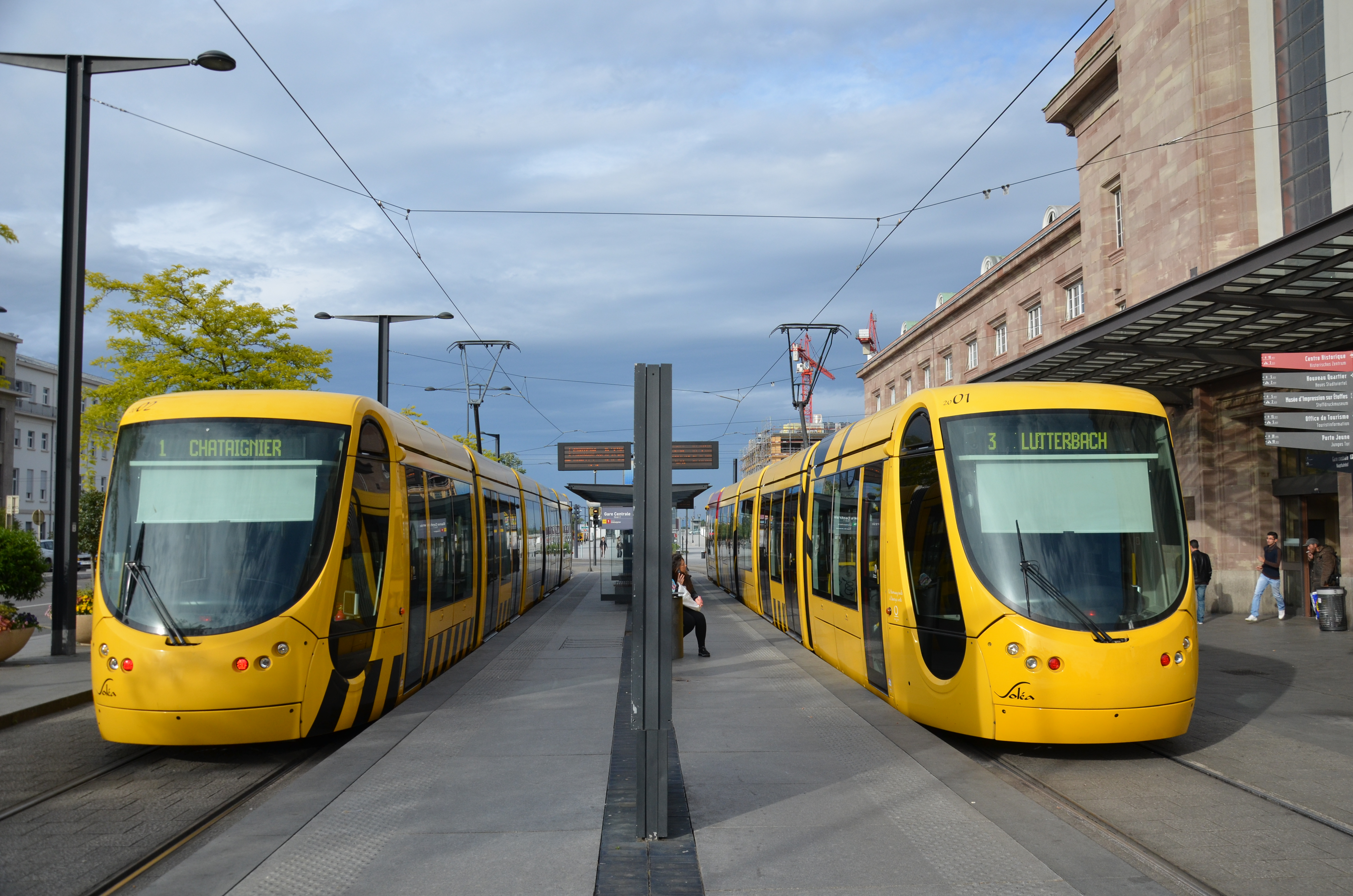
La ligne 3 a un tronc commun avec la ligne 1, de Gare Centrale à Porte Jeune.

La ligne naît comme pour la ligne 1 devant la gare de Mulhouse-Ville par une boucle contournant la place du Général de Gaulle et franchissant le canal du Rhône au Rhin par les ponts Foch et Wilson puis remonte l'avenue du Maréchal Foch pour rejoindre la place de la République avant de s'engager dans une section moyennement sinueuse en centre-ville par la rue du Sauvage (piétonne), la rue de la Somme, l'avenue Roger Salengro puis la rue de Metz pour rejoindre le boulevard de l'Europe et la station Porte Jeune qui est le cœur du réseau de tramway.
La ligne poursuit, comme pour la ligne 2 par l'avenue du Président Kennedy puis la rue Camille-Flammarion (piétonne) pour quitter le centre-ville. La ligne franchit l'Ill par le pont Charles-Stoessel puis emprunte le boulevard Charles-Stoessel jusqu'au rond-point Gustave-Stricker : de là, la ligne bifurque et marque une courbe à 180° puis une seconde pour longer la voie ferrée, d'abord en double voie jusqu'à la gare de Mulhouse-Dornach puis en voie unique avec des évitements aux stations ; la ligne croise le raccordement de la cité du train puis passe sous l'autoroute A36 et franchit la Doller pour rejoindre la gare de Lutterbach, son terminus ; le tiroir de manœuvre est placé juste à côté du raccordement avec la ligne ferroviaire qui permet au Tram-Train de rejoindre Thann.

### Principaux ouvrages d'art
En dehors de sa section commune avec les lignes 1 et 2, la ligne 3 emprunte jusqu'à Lutterbach une section construite avec un aménagement typé ferroviaire avec des voies posées sur ballast, emprunté uniquement par les lignes 3 et Tram-Train, et a nécessité d'aménager les ouvrages d'art de la ligne ferroviaire qu'elle longe.

### Liste des stations
|  |   |  | Station         | Lat/Long                    | Communes   | Correspondances                                                      |
|  | - |  | --------------- | --------------------------- | ---------- | -------------------------------------------------------------------- |
|  | ■ |  | Lutterbach Gare | 47° 45′ 30″ N, 7° 16′ 37″ E | Lutterbach | 14 17 50 TER Grand Est                                               |
|  | • |  | Musées          | 47° 45′ 02″ N, 7° 17′ 50″ E | Mulhouse   | tram-train                                                           |
|  | • |  | Dornach Gare    | 47° 44′ 48″ N, 7° 18′ 31″ E | Mulhouse   | C5 13 14 TER Grand Est                                               |
|  | • |  | Zu-Rhein        | 47° 44′ 38″ N, 7° 19′ 00″ E | Mulhouse   | tram-train                                                           |
|  | • |  | Daguerre        | 47° 44′ 33″ N, 7° 19′ 28″ E | Mulhouse   | C5 16 51                                                             |
|  | • |  | Tour Nessel     | 47° 44′ 42″ N, 7° 19′ 43″ E | Mulhouse   | 16 51                                                                |
|  | • |  | Porte Haute     | 47° 44′ 48″ N, 7° 19′ 55″ E | Mulhouse   | 16 Navette centre-ville                                              |
|  | • |  | Mairie          | 47° 44′ 58″ N, 7° 20′ 08″ E | Mulhouse   | (Tram) · (2) · tram-train                                            |
|  | • |  | Porte Jeune     | 47° 44′ 58″ N, 7° 20′ 25″ E | Mulhouse   | C6 C7 16                                                             |
|  | • |  | République      | 47° 44′ 45″ N, 7° 20′ 30″ E | Mulhouse   | 11 58 Navette centre-ville                                           |
|  | ■ |  | Gare Centrale   | 47° 44′ 34″ N, 7° 20′ 35″ E | Mulhouse   | C5 C7 10 11 51 55 56 57 58 59 TGV, TGV Lyria, TER Grand Est, TER 200 |

Les stations en gras servent de départ ou de terminus à certaines missions.

### Aménagement des stations

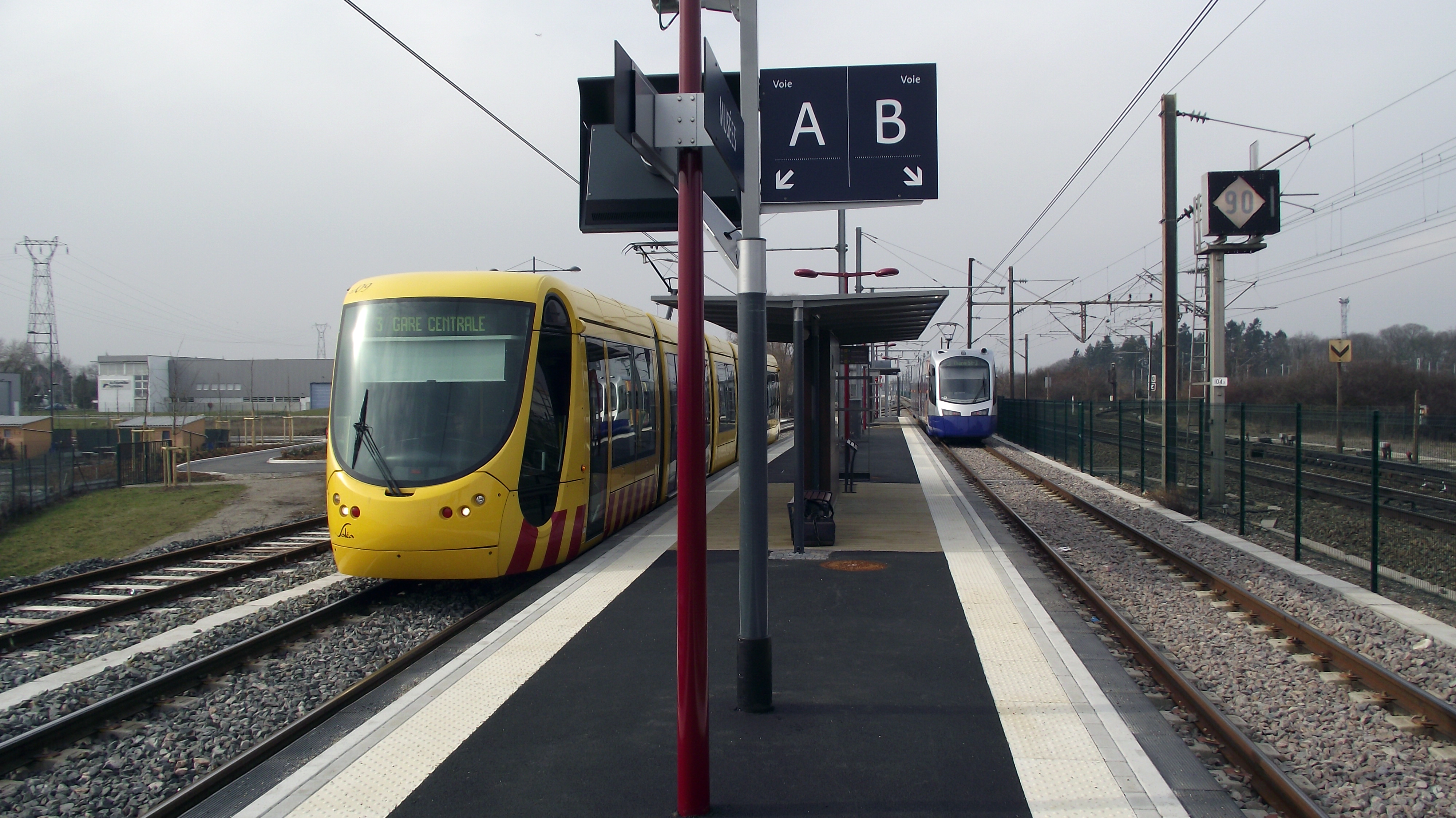
La station Musées, comme toutes les stations du tronçon construit en 2010, s'apparente à une halte TER.

La ligne utilise les stations existantes des lignes 1 et 2 sur son parcours plus quatre stations créées pour l'occasion et aménagées comme des haltes TER, qui sont les seules stations à quai central de la ligne : Zu-Rhein, Dornach Gare, Musées et Lutterbach Gare.

## Exploitation de la ligne
La ligne fonctionne de 5 h 30 à 22 h 58 du lundi au vendredi, de 5 h 40 à 23 h 55 le samedi et de 7 h 25 à 23 h 07 les dimanche et jours fériés. Les tramways relient les stations Gare Centrale et Lutterbach Gare en 19 minutes.
Les rames circulent à la fréquence d'un passage toutes les demi-heure, du lundi au samedi en alternance avec le tram-train, soit une fréquence de 15 minutes en comptant les deux lignes. Les dimanches et fêtes, la ligne fonctionne à raison d'une rame par heure en alternance avec le tram-train, soit une fréquence de 30 minutes en comptant les deux lignes.

### Matériel roulant et signalisation
La ligne est exploitée à l'aide des mêmes rames que les autres lignes de tramway, et ce depuis sa mise en service, des Alstom Citadis 302. Parfois, des Siemens Avanto du tram-train sont utilisés.
La signalisation Tramway est-elle aussi identique aux autres lignes et se fait en « conduite à vue » : on ne trouve donc sur la ligne que des panneaux de limitation de vitesse, des signaux de protection d'itinéraires et des signaux protégeant le franchissement des carrefours.

### Remisage et entretien
Le remise et l'entretien de l'ensemble des rames de tramway, mais aussi de tram-train ainsi que les autobus est assuré au dépôt-atelier de Mertzau au nord de Mulhouse mis en service en 2005.

### Tarification et financement
La tarification est identique sur l'ensemble du réseau Soléa, et la mise en service du bus à haut niveau de service a été l'occasion pour Soléa de fusionner les deux anciennes zones tarifaires relatives à l'agglomération (A1 et A2) en une seule zone unique (A). Les usagers des communes les plus éloignées du centre de Mulhouse ont donc bénéficié au 2 septembre 2013 d'une baisse de tarif pour voyager sur tout le territoire de l'agglomération (zone A), uniformément en autobus, bus à haut niveau de service, tramway et également en tram-train dans les limites de Mulhouse et Lutterbach.
Le financement du fonctionnement des lignes (entretien, matériel et charges de personnel) est assuré par Soléa. Cependant, les tarifs des billets et abonnements dont le montant est limité par décision politique ne couvrent pas les frais réels de transport. Le manque à gagner est compensé par l'autorité organisatrice, Mulhouse Alsace Agglomération. Il définit les conditions générales d'exploitation ainsi que la durée et la fréquence des services. L'équilibre financier du fonctionnement est assuré par une dotation globale annuelle à Soléa grâce au versement transport payé par les entreprises et aux contributions des collectivités publiques.

## Tourisme
La ligne 3 dessert, du sud au nord, les lieux d'attraction et monuments suivant :
- La Chambre de commerce et d'industrie Sud Alsace Mulhouse ;
- Le Musée de l'Impression sur étoffes ;
- Le port de plaisance de Mulhouse ;
- Le centre historique de Mulhouse avec notamment : la rue du Sauvage, la place de la Réunion, le théâtre de la Sinne, le musée des Beaux-Arts de Mulhouse, le lycée Jeanne d'Arc et la tour du Bollwerk ;
- La tour de l'Europe ;
- Le centre commercial Porte Jeune ;
- Le lycée Michel de Montaigne ;
- La mairie ;
- Les bains municipaux ;
- La sous-préfecture de l'arrondissement de Mulhouse ;
- La bibliothèque municipale ;
- La faculté des sciences économiques, sociales et juridiques de Mulhouse ;
- Le quartier de la Fonderie ;
- La Haute école des arts du Rhin ;
- Le quartier et ancienne commune de Dornach ;
- La cité du train ;
- Le musée Electropolis ;
- La commune de Lutterbach.